# زهير حسن
زهير حسن- (1945 - 9 سبتمبر 2006) هو ممثل أردني.

## حياته ومسيرته
زهير حسن، ممثل أردني. بدأ حياته الفنية منذ الستينيات من القرن الماضي، وعلى مدى أكثر من ثلاثين عاما، لفت حسن انتباه رواد نقابة الفنانين الفلسطينيين في سورية، وتحول من مجرد عامل في مقر النقابة الى فنان تسند له ادوار مهمة في غير عمل هناك على صعيدي المسرح والتلفزيون، قبل ان ينتقل الى عمان، التي استقر فيها مقامه، ويقدم في تلفزيونها، وعلى خشبات مسارحها عشرات الأعمال التي كرّسته فنانا ذا حس فني مرهف وذا دراية واعية. وعمل فترة طويلة في المسرح السوري ممثل وناقد في الصحافة العربية وخصوصا «الراي» التي كتب فيها العديد من الدراسات الدرامية. له اكثر من مئة عمل تلفزيوني، وعشرات الأعمال المسرحية، ويعد من رواد الدراما الأردنية. شارك في العديد من المهرجانات المحلية والعربية والعالمية، وحاز على العديد من الجوائز التقديرية. من القلة الذين شاركوا في السينما والتلفزيون والمسرح والإذاعة، توفي في 9 - 9 - 2006 بمرض السرطان.
له العديد من الأعمال الفنية من بينها: مسلسل "آخر أيام اليمامة"، ومسلسل "الطريق الوعر"، ومسلسل "المرابطون والأندلس.

## الأعمال الفنية
للفنان الأردني زهير حسن أكثر من مئة عمل فني، ما بين المسلسلات التلفزيونية والأفلام والسهرات التلفزيونية، وتنوعت أدواره في هذه الاعمال ما بين التمثيل والتأليف والدبلجة، ونذكر من بين هذه الأعمال الكثيرة:
- 2005م- آخر أيام اليمامة، مسلسل.
- 2005م- الطريق الوعر، مسلسل.
- 2005م، المرابطون والأندلس، مسلسل.
- 2004م- الطريق إلى كابل، مسلسل.
- 2004م- شهرزاد الحكاية الأخيرة، مسلسل.
- 2004م- شو هالحكي، مسلسل.
- 2003م- الحجاج، مسلسل.
- 2002م- أبو الطيب المتنبي، مسلسل.
- 2002م- اللعب مع الأشرار، مسلسل.
- 2002م- أمرؤ القيس: الثأر المر، مسلسل.
- 2001م- سر النوار، مسلسل.
- 2001م- شام شريف، مسلسل.
- 2001م- للأمل عودة، مسلسل.
- 2000م- الأخدود، مسلسل.
- 1999م- الديرة، مسلسل.
- 1998م- جرح الغزالة، مسلسل.
- 1998م- حارة ابو عواد(ج8)، مسلسل
- 1998م- حكاية وعبرة، مسلسل.
- 1998م- شوق الرهف، مسلسل.
- 1998م- عرس الصقر، مسلسل.
- 1998م- من أجل عينيها، مسلسل.
- 1997م- الوهم والحقيقة، مسلسل.
- 1997م- تحت السماء الزرقاء، مسلسل.
- 1997م- زمن ماجد، مسلسل.
- 1996م- لقاء القلوب، سهرة تلفزيونية.
- 1995م- الصقر والرها، مسلسل.
- 1995م- الفرداوي، مسلسل.
- 1995م- راعي الخير، مسلسل.
- 1995م- صرخة، مسلسل.
- 1995م- وفاء وتضحية/ المغاتير، المسلسل.
- 1995م- سهي، فيلم، مؤلف(سيناريو وحوار)
- 1993م- دائرة الجنون، مسلسل.
- 1992م- الكف والمخرز، مسلسل.
- 1992م- غريب ديار، مسلسل.
- 1992م- مختصر مفيد، مسلسل.
- 1992م- من شيم البادية، مسلسل.
- 1991م- التوأم، مسلسل.
- 1991م- السدرة، مسلسل.
- 1991م- أيام العمر، مسلسل.
- 1990م- أصايل، مسلسل.
- 1990م - أوراق الدالية. مسلسل
- 1990م- تقادير الزمن، مسلسل.
- 1989م- صقر الجبل، مسلسل.
- 1989م- هبوب الريح، مسلسل.
- 1989م- واحة في أحضان الجبل، مسلسل
- 1988م- المعصرة، مسلسل.
- 1988م- وجه الزمان، مسلسل.
- 1987م- الفكاهة في التراث العربي، مسلسل.
- 1987م- عرار وعمير، مسلسل.
- 1987م- وشم على جدار الزمن، مسلسل.
- 1986م- البيادر، مسلسل.
- 1986م- الهداف، مسلسل( دبلجة)
- 1985م- الدفلة، مسلسل.
- 1985م- محاكم بلا سجون (ج1) مسلسل.
- 1985م- وادي الجرف، مسلسل.
- 1982م- المعتمد بن عباد، مسلسل.
- 1982م- شعراء المعلقات، مسلسل.
- 1982م- طرفة بن العبد، مسلسل.
- 1982م- قرية بلا سقوف، مسلسل.
- 1981م- المطاريد، مسلسل.
- 1981م- عزالدين القسام، مسلسل.
- 1977م- الأبطال يولدون مرتين، فيلم.
- 1970م- الدون كيشوت، مسلسل.

هذا بالإضافة إلى مسلسلات : ميراث السنين، لمن يغرد العندليب، لا وقت للحب، صراخ الصمت، سيرة شما، رياح الليل، رجل ضد هذا الزمان، بريق السنين، جاردينيا، أيام عصيبة، بذور الحب، المتاهة، الوحش الحريري،البرئ، الخصال الثلاثة،الأمل الذي كان، الأيادي الدافئة، آخر الليل، الأثر القديم، كلاج، وفيلم "جميلة"، وهناك أيضُا أعمال مسرحية من قبيل: " قلادة الدم" ، و "ذاكرة صناديق ثلاث".